# 長谷川凌汰
長谷川 凌汰（はせがわ りょうた、1995年11月8日 - ）は、福井県越前市出身の元プロ野球選手（投手）。右投左打。

## 経歴

### プロ入り前
福井工大福井高校の選手として甲子園に出場した父の影響もあり、越前市立北新庄小学校2年から父が監督を務める軟式野球チーム「北新庄ヒーローズ」に所属。越前市立万葉中学校では軟式野球部に所属した。
福井商業高校進学後、当初は外野手だったが、長身に注目した北野尚文元監督の勧めもあり、投手に転向。1年秋から控え投手としてベンチ入り。3年夏の福井県大会では1イニングの登板にとどまったが、エースの中村文英の活躍もあり、第95回全国高等学校野球選手権大会に出場。初戦の帯広大谷高校戦で中村文が右肘を痛め、7回から登板し、3イニングを4奪三振1失点に抑え、逆転勝利に繋げた。2回戦では園部聡擁する聖光学院高校戦では先発を務め、9回1失点の好投を見せた。3回戦の常総学院高校戦では8回まで3失点と粘投するも、9回に内田靖人に2点本塁打を打たれるなど、9回途中7失点でマウンドを降り、チームも敗れた。野球部の同期には大学でもバッテリーを組む中村辰哉がいる。
龍谷大学進学後、一時期は球速が120km/hまで落ち込むが、4年春にコーチとともに足を高く上げるフォームに改造すると球速は140km/h台まで戻り、4年秋には148km/hを記録。1年上に瀧中瞭太、同期に石田健人マルクがいる。一般企業に内定をもらっていたが、「野球を続けたいという気持ちが大きくなっていった」と龍谷大コーチ・内山友希に相談し、内山が現役時代に所属したベースボール・チャレンジ・リーグへの挑戦を勧められ、新潟アルビレックス・ベースボール・クラブへ入団した。

### BCリーグ・新潟時代
1年目から抑えに抜擢され、5月下旬の栃木ゴールデンブレーブス戦の村田修一の打席で149km/hを記録。9月には150km/h、10月にはBCリーグ選抜に選ばれ、オリックス・バファローズの二軍戦で153km/hを記録した。1年目のドラフトでは4球団から調査書が届いたが指名漏れし、変化球の精度を高め2年目は先発の柱として11勝1敗、防御率2.05を記録。
「2年でNPBに行けなければ野球をやめる」と両親と約束していた中で、2019年のプロ野球ドラフト会議で、北海道日本ハムファイターズから育成3巡目で指名。支度金290万円、年俸240万円（金額は推定）という条件で入団した。BCリーグ担当の多田野数人スカウトから「昨年よりも成長した」と評価され、対戦したい打者として同じ福井県出身のオリックスの吉田正尚を挙げた。背番号は113。新潟からは、樋口龍之介も日本ハムから育成2位指名を受けた。

### 日本ハム時代
2020年のオープン戦は計5回を2安打無失点に抑え、イースタン・リーグにおいてもチーム最多の30試合登板、3勝2敗1セーブ、防御率3.67と結果を残したが、腰を痛めたこともありシーズン中の支配下昇格は見送られた。
2021年はオープン戦で2試合に登板し3回無失点と好投し、開幕10日前の3月16日に支配下選手登録された。背番号は43。前年に新潟からの同僚の樋口龍之介が育成から支配下登録されたが、投手が育成から支配下登録されたのは長谷川が球団初であった。同日のオープン戦で支配下登録後初登板し1イニングを無失点に抑えると、開幕一軍メンバーにも名を連ね、開幕2戦目となる3月27日の東北楽天ゴールデンイーグルス戦で7回に4番手としてプロ初登板。3者凡退のデビューを果たした。しかし、5試合の登板で4月15日に登録を抹消され、以降は一軍再昇格を果たせなかった。二軍では24試合に登板して、2勝2敗2セーブ、防御率4.17を記録。夏には右肘靱帯を痛めてしまい、11月2日、球団より翌年の支配下選手契約を結ばない旨が通告され、12月9日に育成契約を結んだと発表された。背番号は113。
2022年は二軍で5試合の登板にとどまり、防御率3.60の成績だった。支配下登録復帰を果たせないまま、10月23日に球団から翌年の契約を結ばないことを通告された。その後は現役続行を希望し、11月8日に行われた12球団合同トライアウトに参加。3人の打者と対戦し、結果は四球、死球、空振り三振だった。トライアウト後には独立リーグからのオファーがあったが「NPBに戻れる自信がなかった」と話し、11月27日までに現役引退を決断した。現役引退後はチームスタッフ（打撃投手）として球団に残る。

## 選手としての特徴
球種はストレート、カーブ、スライダー、フォーク。188cmの長身から投げ下ろす最速153km/hの直球に加え、打者の手元で曲がる140km/h台後半のカット気味の直球、自称「真っスラ」が持ち味。

## 人物
- 独立リーグ時代、オフはホームセンター「コメリパワー長岡店」で品出しや木材運搬などのアルバイトをしていた[9]。
- 好きな漫画は『キングダム』で、入寮時にも持参した。お気に入りの武将は秦将・騰[27]。
- 趣味は釣りで、琵琶湖で66cmの特大ブラックバスを釣り上げたこともある[28]。

## 詳細情報

### 年度別投手成績
| 年 度     | 球 団     | 登 板 | 先 発 | 完 投 | 完 封 | 無 四 球 | 勝 利 | 敗 戦 | セ 丨 ブ | ホ 丨 ル ド | 勝 率 | 打 者 | 投 球 回 | 被 安 打 | 被 本 塁 打 | 与 四 球 | 敬 遠 | 与 死 球 | 奪 三 振 | 暴 投 | ボ 丨 ク | 失 点 | 自 責 点 | 防 御 率 | W H I P |
| --------- | --------- | ----- | ----- | ----- | ----- | -------- | ----- | ----- | -------- | ----------- | ----- | ----- | -------- | -------- | ----------- | -------- | ----- | -------- | -------- | ----- | -------- | ----- | -------- | -------- | ------- |
| 2021      | 日本ハム  | 5     | 0     | 0     | 0     | 0        | 0     | 0     | 0        | 2           | ----  | 16    | 3.2      | 2        | 0           | 3        | 0     | 0        | 1        | 0     | 0        | 3     | 3        | 7.36     | 1.36    |
| 通算：1年 | 通算：1年 | 5     | 0     | 0     | 0     | 0        | 0     | 0     | 0        | 2           | ----  | 16    | 3.2      | 2        | 0           | 3        | 0     | 0        | 1        | 0     | 0        | 3     | 3        | 7.36     | 1.36    |

### 年度別守備成績
| 年 度 | 球 団    | 投手  | 投手  | 投手  | 投手  | 投手  | 投手     |
| 年 度 | 球 団    | 試 合 | 刺 殺 | 補 殺 | 失 策 | 併 殺 | 守 備 率 |
| ----- | -------- | ----- | ----- | ----- | ----- | ----- | -------- |
| 2021  | 日本ハム | 5     | 1     | 0     | 0     | 0     | 1.000    |
| 通算  | 通算     | 5     | 1     | 0     | 0     | 0     | 1.000    |

### 記録
初記録
- 初登板・初ホールド：2021年3月27日、対東北楽天ゴールデンイーグルス2回戦（楽天生命パーク宮城）、7回裏に4番手で救援登板、1回無失点
- 初奪三振：2021年3月31日、対埼玉西武ライオンズ2回戦（札幌ドーム）、7回表に呉念庭から空振り三振

### 独立リーグでの投手成績
| 年 度     | 球 団     | 登 板 | 勝 利 | 敗 戦 | セ 丨 ブ | 完 投 | 勝 率 | 投 球 回 | 打 者 | 被 安 打 | 被 本 塁 打 | 奪 三 振 | 与 四 球 | 与 死 球 | 失 点 | 自 責 点 | 暴 投 | ボ 丨 ク | 防 御 率 | W H I P |
| --------- | --------- | ----- | ----- | ----- | -------- | ----- | ----- | -------- | ----- | -------- | ----------- | -------- | -------- | -------- | ----- | -------- | ----- | -------- | -------- | ------- |
| 2018      | 新潟      | 32    | 6     | 5     | 4        | 2     | .545  | 87.1     | 380   | 96       | 5           | 72       | 27       | 1        | 39    | 30       | 3     | 0        | 3.09     | 1.41    |
| 2019      | 新潟      | 22    | 11    | 1     | 0        | 4     | .917  | 118.2    | 478   | 99       | 3           | 105      | 28       | 4        | 37    | 27       | 3     | 1        | 2.05     | 1.07    |
| 通算：2年 | 通算：2年 | 54    | 17    | 6     | 4        | 6     | .739  | 206.0    | 858   | 195      | 8           | 177      | 55       | 5        | 76    | 57       | 6     | 1        | 2.49     | 1.21    |

### 背番号
- 13（2018年 - 2019年）
- 113（2020年 - 2021年3月15日、2022年）
- 43（2021年3月16日 - 同年終了）